# Agudos do Sul
Agudos do Sul este un oraș în Paraná (PR), Brazilia.